# Robert Ryan
Robert Bushnell Ryan (født 11. november 1909, død 11. juli 1973) var en amerikansk skuespiller, der oftest portrætterede hærdede betjente og hensynsløse skurke.

## Filmografi
| År   | Film                                 | Rolle                                         | Andre medvirkende                   |
| ---- | ------------------------------------ | --------------------------------------------- | ----------------------------------- |
| 1940 | The Ghost Breakers                   | Intern (uncredited)                           | Bob Hope and Paulette Goddard       |
| 1940 | Queen of the Mob                     | Jim                                           |                                     |
| 1940 | Golden Gloves                        | Pete Wells                                    |                                     |
| 1940 | North West Mounted Police            | Constable Dumont                              | Gary Cooper                         |
| 1940 | The Texas Rangers Ride Again         | Eddie (uncredited)                            |                                     |
| 1943 | Bombardier                           | Joe Connors                                   | Randolph Scott                      |
| 1943 | The Sky's the Limit                  | Reginald Fenton                               | Fred Astaire                        |
| 1943 | Behind the Rising Sun                | Lefty O'Doyle                                 |                                     |
| 1943 | The Iron Major                       | Father Timothy 'Tim' Donovan                  |                                     |
| 1943 | Gangway for Tomorrow                 | Joe Dunham                                    |                                     |
| 1943 | Tender Comrade                       | Chris Jones                                   |                                     |
| 1944 | Marine Raiders                       | Capt. Dan Craig                               |                                     |
| 1947 | Trail Street                         | Allen                                         |                                     |
| 1947 | The Woman on the Beach               | Scott                                         | directed by Jean Renoir             |
| 1947 | Crossfire                            | Montgomery                                    | Robert Mitchum and Robert Young     |
| 1948 | Berlin Express                       | Robert Lindley                                |                                     |
| 1948 | Return of the Bad Men                | Sundance Kid                                  |                                     |
| 1948 | The Boy with Green Hair              | Dr. Evans                                     |                                     |
| 1948 | Act of Violence                      | Joe Parkson                                   |                                     |
| 1949 | Caught                               | Smith Ohlrig                                  | James Mason                         |
| 1949 | The Set-Up                           | Stoker                                        |                                     |
| 1949 | I Married a Communist                | Brad Collins                                  |                                     |
| 1950 | The Secret Fury                      | David Mclean                                  | Claudette Colbert                   |
| 1950 | Born to Be Bad                       | Nick                                          | Joan Fontaine                       |
| 1951 | Hard, Fast and Beautiful             | Seabright Tennis Match Spectator (uncredited) |                                     |
| 1951 | Best of the Badmen                   | Jeff Clanton                                  |                                     |
| 1951 | Flying Leathernecks                  | Capt. Carl 'Griff' Griffin                    | John Wayne                          |
| 1951 | The Racket                           | Nick Scanlon                                  | Robert Mitchum and Lizabeth Scott   |
| 1951 | On Dangerous Ground                  | Jim Wilson                                    | Ida Lupino                          |
| 1952 | Clash by Night                       | Earl Pfeiffer                                 |                                     |
| 1952 | Beware, My Lovely                    | Howard Wilton                                 |                                     |
| 1952 | Horizons West                        | Dan Hammond                                   |                                     |
| 1953 | The Naked Spur                       | Ben Vandergroat                               | James Stewart                       |
| 1953 | City Beneath the Sea                 | Brad Carlton                                  |                                     |
| 1953 | Inferno                              | Donald Whitley Carson III                     |                                     |
| 1954 | Alaska Seas                          | Matt Kelly                                    |                                     |
| 1954 | About Mrs. Leslie                    | George Leslie                                 | Shirley Booth                       |
| 1954 | Her Twelve Men                       | Joe Hargrave                                  |                                     |
| 1955 | En mand steg af toget                | Reno Smith                                    | Spencer Tracy and Lee Marvin        |
| 1955 | House of Bamboo                      | Jim Brecam                                    |                                     |
| 1955 | Escape to Burma                      | Sandy Dawson                                  |                                     |
| 1955 | The Tall Men                         | Nathan Stark                                  | Clark Gable and Jane Russell        |
| 1956 | The Proud Ones                       | Marshal Cass Silver                           |                                     |
| 1956 | Back from Eternity                   | Bill Lonagan                                  | Anita Ekberg and Rod Steiger        |
| 1957 | Men in War                           | Lt. Benson                                    | Aldo Ray                            |
| 1958 | Lonelyhearts                         | William Shrike                                | Montgomery Clift                    |
| 1958 | God's Little Acre                    | Ty Ty Walden                                  |                                     |
| 1959 | Day of the Outlaw                    | Blaise Starrett                               |                                     |
| 1959 | Odds Against Tomorrow                | Earle Slater                                  |                                     |
| 1960 | Ice Palace                           | Thor Storm                                    | Richard Burton                      |
| 1961 | The Canadians                        | Inspector William Gannon                      |                                     |
| 1961 | King of Kings                        | John the Baptist                              |                                     |
| 1962 | The Longest Day                      | Brig. Gen. James M. Gavin                     | John Wayne                          |
| 1962 | Billy Budd                           | John Claggart- Master at Arms                 | Peter Ustinov                       |
| 1964 | World War One                        | Narrator                                      | (1964–1965, TV series)              |
| 1965 | The Crooked Road                     | Richard Ashley                                |                                     |
| 1965 | The Dirty Game                       | General Bruce                                 |                                     |
| 1965 | Battle of the Bulge                  | Gen. Grey                                     | Henry Fonda                         |
| 1966 | The Professionals                    | Ehrengard                                     | Burt Lancaster and Lee Marvin       |
| 1967 | The Busy Body                        | Charley Barker                                |                                     |
| 1967 | Det beskidte dusin                   | Col. Everett Dasher Breed                     | Lee Marvin                          |
| 1967 | Hour of the Gun                      | Ike Clanton                                   | James Garner and Jason Robards, Jr. |
| 1967 | Custer of the West                   | Sgt. Patrick Mulligan                         |                                     |
| 1968 | A Minute to Pray, a Second to Die    | New Mexico Gov. Lem Carter                    |                                     |
| 1968 | Anzio                                | General Carson                                | Robert Mitchum and Peter Falk       |
| 1969 | Den vilde bande                      | Deke Thornton                                 | William Holden and Ernest Borgnine  |
| 1969 | Captain Nemo and the Underwater City | Captain Nemo                                  |                                     |
| 1971 | Lawman                               | Marshall Sabbath Cotton Ryan                  | Burt Lancaster                      |
| 1971 | The Love Machine                     | Gregory 'Greg' Austin                         |                                     |
| 1972 | ... and Hope to Die                  | Charley Ellis                                 |                                     |
| 1973 | Lolly-Madonna XXX                    | Pap Gutshall                                  |                                     |
| 1973 | The Outfit                           | Mailer                                        |                                     |
| 1973 | Executive Action                     | Robert Foster                                 | Burt Lancaster                      |
| 1973 | The Iceman Cometh                    | Larry Slade                                   | Lee Marvin                          |